# Aurelio Voltaire
Aurelio Voltaire Hernández (1967. január 25.), ismertebb nevén Aurelio Voltaire, vagy mononimján Voltaire, kubai származású énekes, zeneszerző és zenész. Előadóneve születéskori középső neve, ami a híres francia felvilágosodás kori író, François-Marie Arouet álneve.
Voltaire emellett tapasztalt animátor és képregényrajzoló, s a School of Visual Arts professzora New Yorkban.

## Művészneve
Mikor valódi nevéről kérdezték, Voltaire elkerülte a kérdést, vagy utalt rá, hogy valódi neve a Voltaire.
Voltaire azért választotta előadói nevének középső nevét, mert névrokona „Átlátott az emberiség képmutatásán és szatírán keresztül válaszolt rájuk. Lényegében képes volt úgy oktatni az embereket a világról, hogy megnevettette őket."
A School of Visual Arts állítása szerint, ahol professzorként dolgozik, Voltaire valódi neve Aurelio Voltaire Hernández. Voltaire az „Akusztikus gitár és énekhang"-ot az Ooky Spooky című albumában Aurelio Voltaire Hernándeznek tulajdonítja, megerősítve evvel, hogy ez a valódi neve. Azóta Aurelio Voltaire-ként jelöli nevét és nyitottabb vele kapcsolatban nagyközönség előtti megjelenésein.
Elmondása szerint a művészneve „Aurelio Voltaire" a következő okból: „Meguntam, hogy mások is adnak ki albumokat Voltaire néven. Van egy indie zenekar Németországban és valami amerikai, aki instrumentális hip hopot készít. Mármint, nem keresnek rá Google-ön, mielőtt elnevezik a zenekarukat? Mindenesetre könnyebb elkülönítenem magam tőlük avval, hogy az első nevem használom."

## Élete
Voltaire édesapja négy hónapos korában hunyt el. Tíz hónapos korában települt át New Jerseybe édesanyjával, testvérével, majd édesanyja újraházasodott. Azonban azt állítja, nem szeretett ott tartózkodni, ugyanis állítása szerint származása és szokatlan hobbijai miatt bántalmazásban részesült.Tíz éves korában Ray Harryhausen filmjei (Az aranygyapjú legendája, Szinbád hetedik utazása) inspirálták, és animálni kezdett egy Super 8 kamerával. Rajongói magazinokból kivágott információtöredékek összerakásával megtanulta, hogyan készíthet animációs modelleket habgumiból és hogyan animálja őket. Mostohaapja bántalmazta szokatlan hobbijai és homoszexualitásra utaló érdeklődései miatt. A család egyik ismerőse gyerekkorától kezdve tinédzser koráig szexuálisan zaklatta. Abban az időben hajtott végre öngyilkosságot a barátnője, ami őt is erre sarkallta. Mielőtt megette volna, eldöntötte, hogy még egy nappal tovább él, és azt tesz és mond, amit szeretne. Ennek köszönhetően szembe tudott fordulni bántalmazóival, megnövelve önbecslését. Tizenhét évesen megszökött otthonából és New Yorkba költözött. Első munkája animátori állás volt a Parker Brothersnél. Voltaire állítása szerint kedveli New Yorkot és az egyetlen másik hely, ahol szívesen élne, Tokió.

## Zene stílusa és pályafutása
Voltaire zenéjének erős gyökerei és kapcsolati vannak az európai népzenével és egyéb hatások is megjelennek benne, mint például a gothic rock. Habár számos hallgatója szerint nehéz zenéjét besorolni egy műfajba. Jóllehet, stílusa emlékeztet az európai népzenére, többen dark wave-nek tartják; valószínűleg, mert gyakran ezt a jelzőt adják több, a Project Records által szerződtetett előadónak, és mert ennek a megnevezésnek több jelentése is lehet. Zenéjét gyakran párosítják a cabaret műfajjal, mint például a Lexicon Magazine, ami a goth cabaret kifejezést használta rá, valószínűleg a dark cabaret-re utalva, egy kifejezést, amit gyakran használnak azokra a zenekarokra, melyek Voltaire-re hatással voltak. Voltaire-t szintúgy hozzákapcsolják a steampunk stílushoz is a viktoriánus korabeli horrorisztikus témái, vizuális és zenei díszítései miatt, s az utóbbi időkben kedveltté vált nagyszabású steampunk rendezvényeken, mint például a Steampunk World's Fair. Néhány bírálója szerint new wave-ként is leírták Voltaire műfaját. Voltaire következőképp írja le saját zenéjét: „Egy párhuzamos univerzum zenéje, ahol az elektromosságot sosem fedezték fel és Morrissey Anglia királynője.". Elmondása szerint Rasputina, Morrissey, Tom Waits, Cab Calloway és Danny Elfman gyakoroltak hatást munkásságára.
Az első zenekar, melyben Voltaire játszott (középiskolás korában), a First Degree volt. Ekkoriban a Duran Duran rajongója volt, majd elkezdett goth zenét hallgatni, főként olyan zenekarokat, mint a Bauhaus és a The Cure. Csak később kezdett el a goth műfajban tevékenykedni; kezdetben nem tudott róla, hogy ilyen létezik.
Felnőttként létrehozott egy saját zenekart, melyben szerepelt egy hegedű, egy cselló, dob és saját maga, mint énekes és akusztikus gitáros. Egy éven belül leszerződtette őket a Projekt Records és 1998 júniusában kiadták az első albumukat, a The Devil's Bris-t. Két évvel később kiadták a második albumuk, az Almost Humant.
Voltaire egyik sikeres kiadása a „BRAINS!", egy zeneszám, melyet a Billy és Mandy kalandjai a Kaszással című Cartoon Network rajzfilmhez írtak. Szintúgy Voltaire írta a „Land of the Dead" című számot a rajzfilm másfél órás filmjéhez, melynek a főcímzenéjében hallhatjuk.
A Star Trek rajongójaként Voltaire gyakran vesz részt science fiction rendezvényeken, és kiadott egy négy zeneszámból álló középlemezt, a Banned on Vulcant.
Emellett Voltaire a New York-i new wave quintet, a The Oddz első számú vokalistája.
Voltaire előadott az Artix Entertainment MMO játékában, az AdventureQuest Worldsben, megváltoztatva néhány zeneszámát a „To the Bottom of the Sea”-ben, hogy megfeleljen az elvárásaiknak. Több, mint 32.000 játékos vett részt ezen. 2009. március tizenharmadikán (péntek tizenharmadikán) 20:00-kor adták ki.
2010-ben Voltaire kiadott egy „Alt Country" CD-t „Hate Lives in a Small Town” címen. Emellett kiadott egy gyermekeknek szóló CD-t, a Spooky Songs for Creepy Kids-t, mely tartalmazza korábbi munkáit, melyeket a Cartoon Networks számára írt, és egyéb, a korosztály számára alkalmas zeneszámokat.
2011. szeptember 2-án kiadta a nyolcadik stúdió albumát, a „Riding a Black Unicorn Down the Side of an Erupting Volcano While Drinking from a Chalice Filled with the Laughter of Small Children”-t. Ebben részt vevő zenészek Rasputina, mint elsőszámú énekesnő, Melora Creager csellós, Brian Viglione dobos, a Bauhaus korábbi basszusgitárosa David J és Franz Nicolay harmonikás.
Star Warst és Ki vagy, Doki?-t parodizáló zeneszámok tartoznak, és vendégzenészként megjelenik benne Jason C. Miller, Tim Russ, Garrett Wang és Robert Picardo.
Ezen felül kiadott egy demo összeállítást, a The Cave Canem Demos-t.
2014-ben kiadták a tizedik albumát, a Raised by Batset. Kontrasztban legtöbb dark cabaret stílusú albumával, a Raised by Bats inkább deathrock és gothic rock stílusú. Vendégként megjelenik benne Ray Toro, a My Chemical Romance tagja, Craig Adams, a The Mission tagja, Julia Marcell és továbbiak.

## Zenekar tagjai
Habár gyakran szólistaként tüntetik fel, Voltaire egy zenekar tagja. A zenekar időközönként fellép, de nem jelenik meg a Live! című albumban. Jelenlegi felállásuk:
- Vokál/gitár: Voltaire
- Hegedű: Hannah Thiem
- Hegedű: Maxim Moston
- Hegedű: Ben Lively
- Cselló: Melora Creager
- Dob: Brian Viglione
- Basszusgitár: David J
- Kürt: The Red Hook Ramblers
- Harmonika: Franz Nicolay
- Bendzsó: Smith Curry
- Tuba: Joe Tuba

## Televízió
Első rendezői munkája 1988-ban volt az MTV-nél. Stop motion túrája, a Garden of Earthly Delights, több díjat nyert el, mint például a Broadcast Design Award-ot.
Reklámok mellett több rövidfilmet és sorozatot is készített, melyekbe beletartozik a Rakthavira és a Chi-Chian. A Chi-Chian jelenleg egy 14 epizódból álló Flash-animációs sorozat, ami a Syfy's weboldalán található meg. Kezdetben a Chi-Chian egy képregényalbum szériaként indult, ami 6 kiadásból állt (kiadója a Sirius Entertainment), ami végül Flash-animációs sorozattá alakult át.
Jelenleg a New York-i School of Visual Arts-ban oktat stop motion technikát, emellett animál, rendez és énekel.
Voltaire két számot írt a Billy és Mandy kalandjai a Kaszással című rajzfilmsorozathoz, a „BRAINS!"-t és a „Land of the Dead"-et.
2012-ben megjelent a Discovery Channel sorozatban, az Oddities-ben.
2017-ben létrehozott egy websorozatot, a Gothic Homemakinget, melynek keretében minden csütörtökön feltölt egy új epizódot YouTube csatornájára, The Lair Of Voltaire-re.

## Film
Voltaire filmekben is szerepelt. A 2016-ban megjelent Model Hunger című filmben játssza Verrill szerepét.
2008-ban leforgatta animációs rövidfilmét, az X-Mess Detritus-t. Ez volt a harmadik filmje rendezőként, a többi a Transrexia (1993), Rakthavira (1994) és a Transrexia II (2008).

## Írói pályafutása
Voltaire megalkotott egy képregénysorozatot, az Oh My Goth!-t, más néven OMG!-t. A Chi-Chian két számának kiadása után meggyőzte a Sirius Entertainment-t, hogy kiadja az Oh My Goth!-t. Ehhez készített egy folytatást, az Oh My Goth! Humans Suck!-ot.
Voltaire megalkotott egy DEADY szériát, s könyveket is kiadott, mint például a „What is Goth?”, „Paint it Black”, és „Call of the Jersey Devil".
2013-ban, Voltaire megírta a „Call of the Jersey Devil” című regényét. 2014-ben kiadta következő regényét, a „The Legend of Candy Claws”-t.

## Magánélete
2009. október 1-jén elvette Jayme Hernándezt. Korábbi kapcsolatából született egy fia, Mars 1998-ban. Voltaire agnosztikus nézetet vall.
2013. szeptember 25-én bejelentette válását hivatalos honlapján.

## Könyvei
- Voltaire (2002). Oh My Goth! Version 2.0. Sirius Entertainment. ISBN 1-57989-047-4
- Voltaire (2003). Oh My Goth!: Presents the Girlz of Goth!. Sirius Entertainment. ISBN 1-57989-061-X
- Voltaire, Chris Adams, David Fooden (2003). Chi-Chian: The Roleplaying Game. Aetherco/Dreamcatcher. ISBN 1-929312-03-2
- Voltaire (2004). Deady the Malevolent Teddy. Sirius Entertainment. ISBN 1-57989-083-0
- Voltaire (2004). Deady the Terrible Teddy. Sirius Entertainment. ISBN 1-57989-077-6
- Voltaire (2004). What Is Goth? – Music, Makeup, Attitude, Apparel, Dance, and General Skullduggery. Weiser Books. ISBN 1-57863-322-2
- Voltaire (2005). Deady the Evil Teddy. Sirius Entertainment. ISBN 1-57989-081-4
- Voltaire (2005). Paint It Black – A Guide to Gothic Homemaking. Weiser Books. ISBN 1-57863-361-3
- Voltaire (2007). Deady: Big in Japan. Sirius Entertainment. ISBN 1-57989-085-7[19]
- Aurelio Voltaire (2013). Call of the Jersey Devil. Spence City. ISBN 1-93939-200-4
- Aurelio Voltaire (2014) The Legend of Candy Claws. CreateSpace Independent Publishing Platform. ISBN 1-50292112-X

## Diszkográfia
- The Devil's Bris (1998)
- Almost Human (2000)
- Boo Hoo (2002)
- Then and Again (2004)
- Ooky Spooky (2007)
- To the Bottom of the Sea (2008)
- Hate Lives in a Small Town (2010)
- Riding a Black Unicorn Down the Side of an Erupting Volcano While Drinking from a Chalice Filled with the Laughter of Small Children (2011)
- BiTrektual (2012)
- Raised by Bats (2014)
- Heart Shaped Wound (2017)

### Összeállítások
Albumösszeállítások és ezekben megjelenő zeneszámai megjelenés éve szerint rendezve.
1999
- Unquiet Grave #3 (Cleopatra Records) – „The Man Upstairs"[19]

2000
- Promo 11 (Projekt Records) – „Anastasia"[22]

2001
- Promo 12 (Projekt Records) – „Anastasia"[23]
- Tori Amos Tribute: Songs of a Goddess (Cleopatra Records) – „Caught a Lite Sneeze"[24]

2002
- Promo 17 (Projekt Records) – „The Vampire Club"[25]
- Projekt: Gothic (Projekt Records) – „When You're Evil"[26]

2003
- Projekt: The New Face of Goth (Projekt Records) – „BRAINS!" és „Goodnight Demon Slayer"[19]
- Promo 21 (Projekt Records) „The Vampire Club"[27]

2004
- Strange as Angels: A Tribute to The Cure (Failure to Communicate Records) – „Lovesong".[28]
- Holiday Single 1 (Projekt Records) – „Peace in the Holy Land"[29]
- Promo 20 (Projekt Records) – „The Vampire Club"[30]
- Promo 23 (Projekt Records) – „The Vampire Club"[31]

2005
- A Dark Noel (Projekt Records) – „Peace in the Holy Land"[32]

2006
- Where's Neil When You Need Him? (Dancing Ferret Discs) – „Come Sweet Death"[33]
- The Projekt Almost Free CD (Projekt Records) – „Cannibal Buffet (Promo Mix)"[34]
- .2 CONTAMINATION: A Tribute to David Bowie (Failure to Communicate Records) – „China Girl".[35]
- Asleep By Dawn Magazine Presents: DJ Ferret's Underground Club Mix#2 (Dancing Ferret Discs) – „Day Of The Dead".

2007
- Almost Free CD 2007.1 (Projekt Records) – „Zombie Prostitute".[36]

2008
- To The Bottom Of The Sea (Mars Needs Music) – Voltaire első teljesen önállóan létrehozott és kiadott albuma

2009
- Every Machine Makes A Mistake: A Tribute to Radiohead (Failure to Communicate Records) – „Wolf At The Door".

## Fordítás
Ez a szócikk részben vagy egészben  az   Aurelio Voltaire című angol Wikipédia-szócikk ezen változatának fordításán alapul.  Az eredeti cikk szerkesztőit annak laptörténete sorolja fel. Ez a jelzés csupán a megfogalmazás eredetét és a szerzői jogokat jelzi, nem szolgál a cikkben szereplő információk forrásmegjelöléseként.